# Charles Daniélou
Pour les articles homonymes, voir Daniélou.
Pour les autres membres de la famille, voir Famille Daniélou.
Charles Daniélou, né le 13 juillet 1878 à Douarnenez (Finistère) et mort le 30 décembre 1953 à Neuilly-sur-Seine (Seine), est un homme politique et homme de lettres français.
Il est journaliste, maire de Locronan, député du Finistère de 1910 à 1914, et ministre de 1919 à 1936.

## Biographie
Charles Louis Claude Daniélou naît le 13 juillet 1878 à Douarnenez, fils d'Eugène Lucien Napoléon Daniélou et de Marie Rose Poulouin. Ses parents vivent alors en concubinage et se marient à Douarnenez le 29 décembre 1880.
Anti-dreyfusard et conservateur à l'origine (il a été le secrétaire particulier du député nationaliste Gabriel Syveton et a écrit des poésies pour La Libre Parole), affilié à la Fédération républicaine, il évolue par la suite vers l'Alliance démocratique et les Radicaux indépendants. Il se rapproche d'Aristide Briand et soutint le cartel des gauches en 1924. Il fut ministre dans les cabinets Camille Chautemps (1930), Théodore Steeg (1930-1931), Édouard Daladier (1932-1933).

### Vie privée
Il est l'époux de Madeleine Clamorgan (épousée en 1904), avec qui il a six enfants, parmi lesquels :
- Jean Daniélou, cardinal ;
- Alain Daniélou ;
- Catherine Daniélou, épouse de Georges Izard.

## Décorations
- Chevalier de la Légion d'honneur
- Commandeur de l'ordre du Mérite maritime, de plein droit en tant que ministre de la Marine marchande[4].
- Commandeur de l'ordre de la Santé publique, de plein droit en tant que ministre des Solidarités et de la Santé[5].
- Grand-croix de l'ordre du Mérite naval avec décoration blanche.

## Œuvres
- Les Armoricaines, poèmes, A. Fontemoing, 1905
- Des poèmes sous la lampe, poèmes, Eugène Figuière éditeur, 1926
- Les Veillées fabuleuses, roman, Eugène Figuière éditeur, 1922
- La Chanson des casques, poèmes, Eugène Figuière éditeur, s. d.
- Le Fantôme de Richemer, roman, Eugène Figuière éditeur, 1925
- Dans l'intimite de marianne, Édition Musy, 1945

## Pour approfondir